# De Familie (mediabedrijf)
De Familie Film & TV is een Nederlands film- en televisieproductiebedrijf, in 2003 opgericht door regisseur Michiel van Erp en producer Monique Busman.
Het bedrijf is onder meer producent van de tv-serie Ramses, de film Niemand in de stad, de documentaire Zwart als roet.